# ارتش سوم مصر
ارتش سوم مصر (انگلیسی: Third Army) ارتش میدانی نیروی زمینی مصر است، که در سال ۱۹۶۸ تأسیس شد و وظیفه اصلی آن، دفاع از کانال سوئز و جنوب صحرای سینا است.
ارتش سوم اکنون بخشی از فرماندهی منطقه شرق کانال سوئز (مصر) به‌شمار می‌آید.
در ۳۱ ژانویه ۲۰۱۵، یک «فرماندهی واحد» برای نظارت بر عملیات ضد تروریستی در شرق کانال سوئز تأسیس شد. اسامه عسکر، فرمانده وقت ارتش سوم، به درجه سپهبدی ارتقا یافت و این فرماندهی واحد منطقه‌ای جدید به او واگذار شد. عسکر همچنین کرسی خود را در شورای عالی نیروهای مسلح حفظ کرد. محمد عبدالله، معاون سابق عسکر در ارتش سوم، به عنوان فرمانده جدید این ارتش و طارق انور هلال به عنوان رئیس ستاد ارتش سوم منصوب شدند.